# Freetown
Freetown (Literalmente "Ciudad libre" en español) es la capital y la ciudad más grande de Sierra Leona, además de ser su principal centro económico, financiero, cultural, educativo y político. Es una importante ciudad portuaria en el océano Atlántico, localizada en la zona occidental del país. Tenía una población de 772 873 habitantes en el censo de 2004, y a partir de 2015 su población se estima en 1,055,964 según el censo nacional.
Se encuentra ubicada en la península de Freetown. Ocupa una parte de la desembocadura del río Sierra Leona, uno de los mayores puertos naturales de aguas profundas en el mundo. La economía de la ciudad gira en torno al puerto, que es por donde se mueven la mayoría de las mercancías de exportación del país.
Es la sede del Fourah Bay College, fundada en 1827, la universidad más antigua en el oeste de África. La universidad jugó un papel clave en la historia colonial de Sierra Leona y en las naciones de habla inglesa del oeste de África.
Como capital de Sierra Leona, es la sede del parlamento, la corte suprema y la casa de gobierno, residencia oficial del presidente de Sierra Leona. Todas las embajadas extranjeras tiene su sede diplomática en la ciudad.
Freetown es una de los seis municipios del país que es gobernado localmente por un ayuntamiento, encabezado por un alcalde. 
El alcalde y los miembros del consejo son elegidos cada cuatro años por sufragio directo. 
El municipio está políticamente dividido en tres regiones: East End Freetown, Central Freetown y West End Freetown, que a su vez se subdividen en barrios.
La población es étnica, cultural y religiosamente diversa entre musulmanes y cristianos. La ciudad alberga un gran porcentaje de la población total del país. Al igual que en casi todo Sierra Leona, el lenguaje Krio es el idioma principal y de lejos el más hablado en la ciudad.
La ciudad fue fundada en 1792 como Nova Scotian por el abolicionista británico John Clarkson, como un asentamiento de esclavos liberados, que habían luchado en el lado británico durante la guerra revolucionaria estadounidense. Los colonos llamaron a su nuevo hogar Freetown. 
Alrededor de 500 esclavos liberados en Jamaica hicieron el viaje a Freetown en 1800 por la "Sierra Leone Company". Durante las próximas décadas miles de afroamericanos, antillanos y africanos liberados llegaron a la ciudad como colonos, a través de la compañía de Sierra Leona. Sus descendientes son conocidos hoy en día como criollos.

## Historia

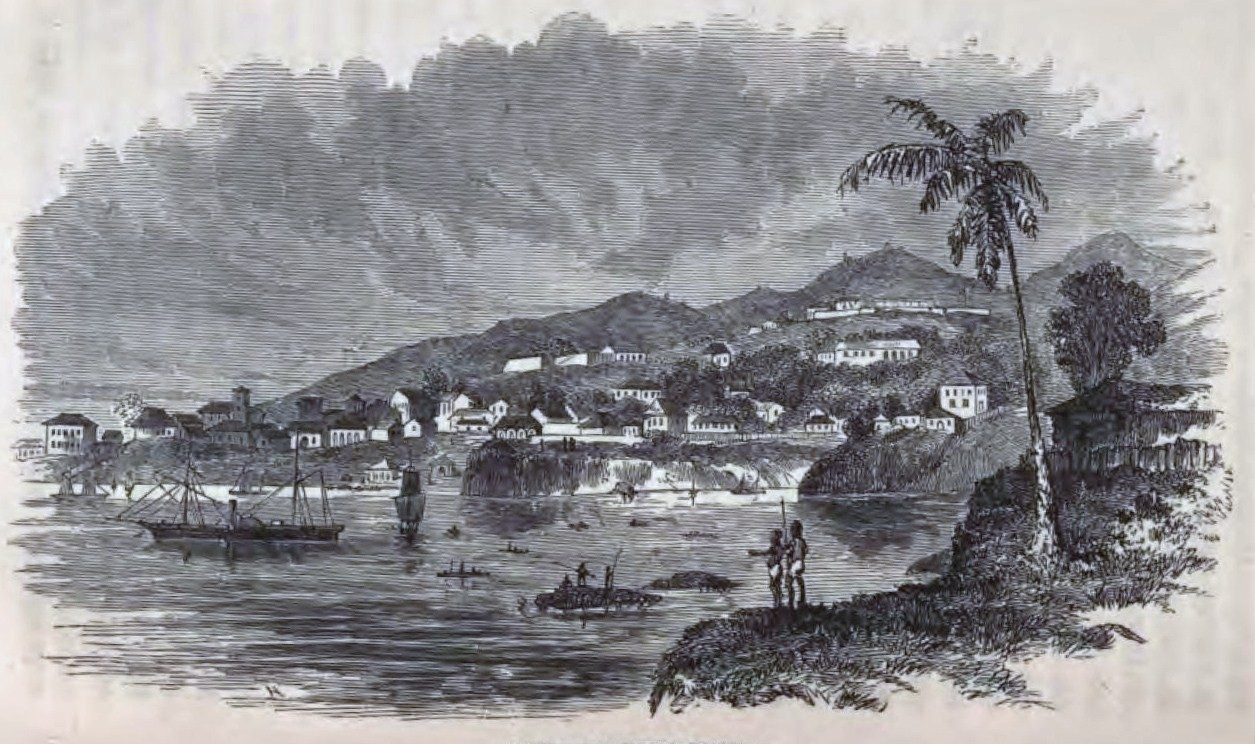
Freetown en 1856

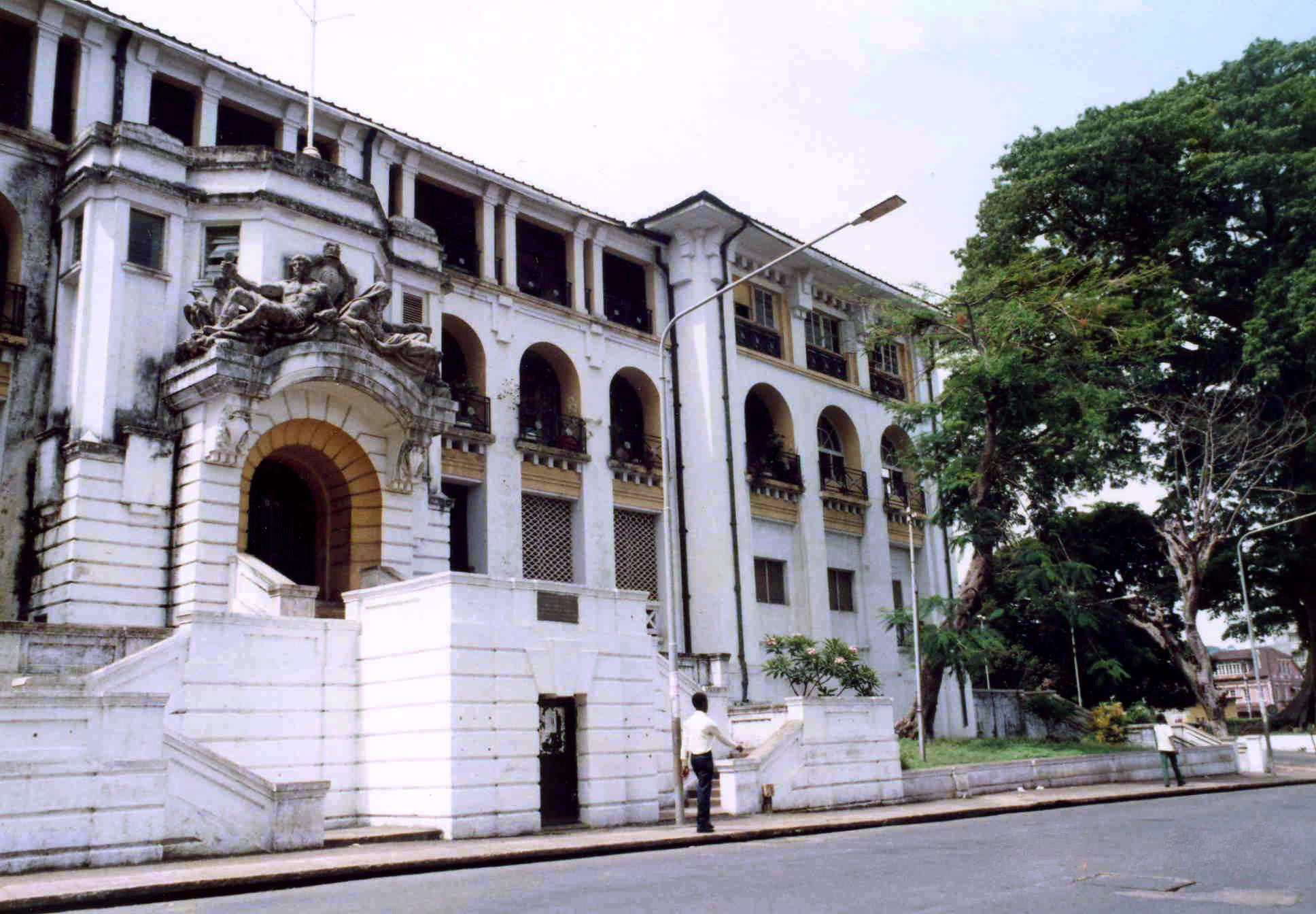
Freetown Court

La ciudad fue fundada en 1787 por 400 ex esclavos negros británicos enviados desde Londres, Inglaterra, bajo los auspicios del Committee for the Relief of the Black Poor, una organización creada por el abolicionista británico Granville Sharp, llamaron a su nuevo hogar "Provincia de la Libertad" o Granville Town en la tierra comprada a la tribu local de los Koya Temne.
El asentamiento fue quemado por las tribus en 1790. 
Alexander Falconbridge fue enviado a Sierra Leona en 1791 para recoger el resto de los colonos sobrevivientes y restablecido Granville Town (más tarde renombrado Cline Town), cerca de Fourah Bay.
En 1792, una nueva expedición de esclavos llega a Freetown, esta vez venían desde Nueva Escocia. El poder inglés sobrevivió a un asalto francés en 1794.
Los habitantes se rebelaron en 1800 pero los británicos retomaron el control de la ciudad, comenzando además con el expansionismo propio de la época, que condujo a la creación de la actual Sierra Leona. En 1808, la comunidad fue declarada colonia británica.
Entre 1808 y 1874, la ciudad sirvió como base de operaciones y como capital de la colonia británica del occidente de África. La ciudad creció fuertemente gracias a la llegada de miles de esclavos liberados que llegaban de todas las colonias británicas. La liberación en masa se debió a la colaboración de los esclavos en las Guerras Napoleónicas bajo órdenes británicas. 
Durante la Segunda Guerra Mundial, el Reino Unido mantuvo una base naval en Freetown. Los descendientes de los esclavos liberados son denominados creoles (criollos) y desempeñan un papel importante en la capital aunque son una minoría nacional. 
Se convirtió el 27 de abril de 1961 en la capital de Sierra Leona, tras obtener su independencia. 

### Guerra civil de Sierra Leona
Durante los años 1990 la ciudad se vio envuelta en cruentos enfrentamientos. En 1998, las tropas de ECOWAS tomaron la ciudad para restaurar al presidente Ahmad Tejan Kabbah. Luego la ciudad fue atacada por el Frente Revolucionario Unido aunque sin éxito.

### Desastre por inundaciones de 2017
En la madrugada del 14 de agosto de 2017, después de fuertes lluvias, parte del Monte Sugar Loaf en un borde de Freetown se derrumbó en un gran deslizamiento de tierra que ahogó a más de 300 personas en la ciudad de Regent. Se ha culpado a la deforestación por el deslizamiento de tierra.

### Explosión de un camión cisterna de combustible en Sierra Leona de 2021
El 5 de noviembre de 2021, un camión cisterna de combustible chocó con otro camión en Freetown, lo que provocó una explosión que mató al menos a 99 e hirió a alrededor de 100.

## Geografía

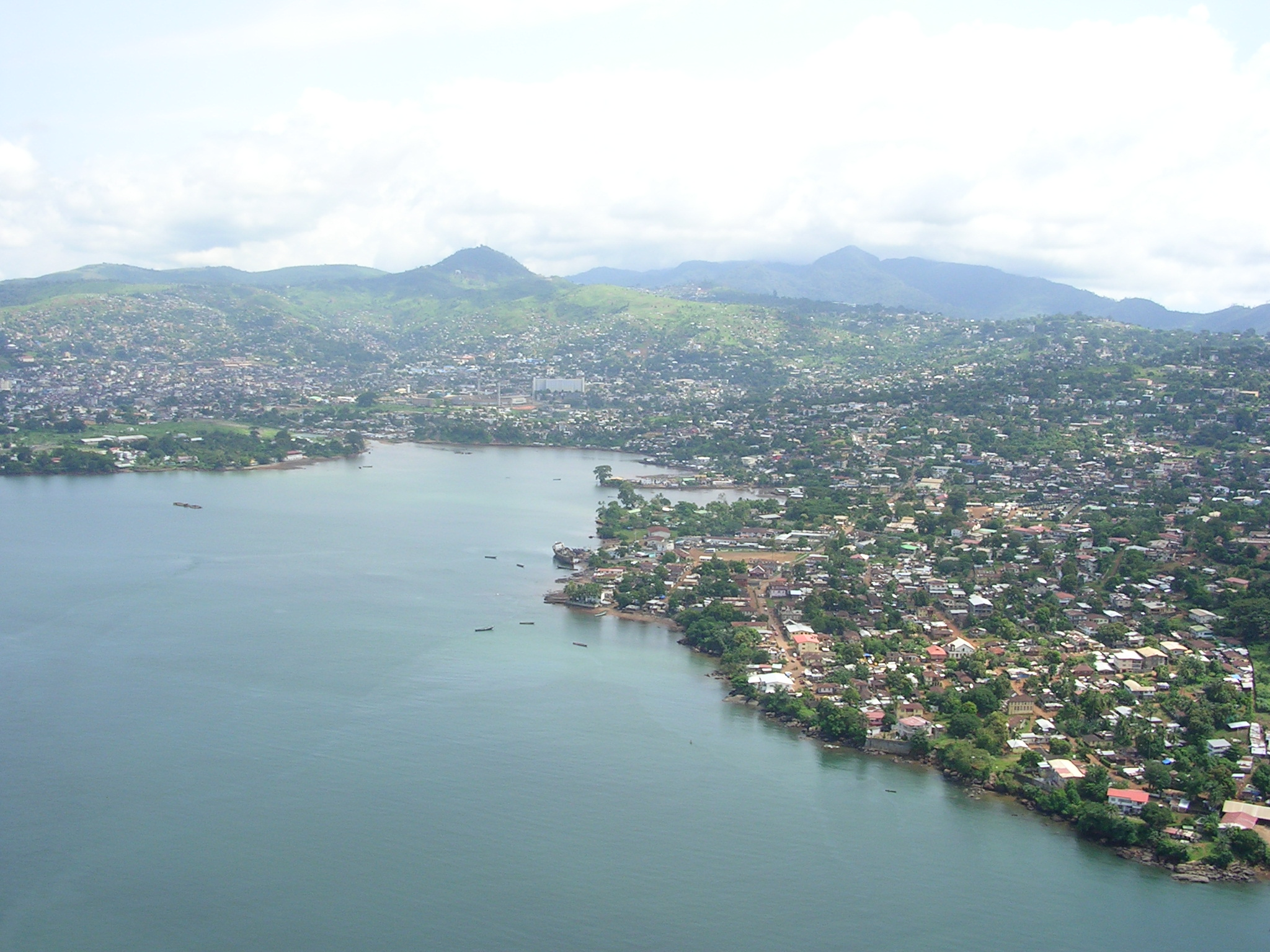
Vista aérea de Freetown, donde se observa el panorama típico en un paisaje de clima monzónico.

Freetown se encuentra localizada en el extremo noroeste de la península de Freetown, una península que se extiende en el Océano Atlántico. El paisaje se caracteriza por las colinas cubiertas con bosques tropicales y sus numerosas playas. Gran parte del bosque primario ha sido destruido por la tala y los incendios forestales. En 2010, el área total de la península fue declarada reserva forestal, para garantizar la protección de los bosques restantes. A pesar de su estatus de protección, la reserva ha sufrido continua deforestación, principalmente debido a la expansión urbana y las actividades conexas, una tendencia que solo exasperó por la guerra civil. La parte sur de la Península y la desembocadura de los ríos está cubierta por manglares y humedales diseminados.
La ciudad se extiende a lo largo de la costa, al extremo este se encuentran los barrios de obreros: Wellington, Kissy, Cline Town, Fourah Bay, Kossa Town y Foulah Town. Del lado oeste se encuentran los barrios burgueses: Congo Town, Murray Town, Wilberforce y Aberdeen.

### Clima
Al igual que el resto de Sierra Leona, Freetown tiene un clima tropical con un periodo de lluvias de mayo a octubre y una estación seca el resto del año. El principio y el final de la estación lluviosa se caracteriza por fuertes tormentas. En la clasificación del clima de Köppen, Freetown tiene un clima tropical monzónico, debido principalmente a la fuerte cantidad de precipitación que recibe durante la temporada de lluvias. Entre noviembre y febrero, la alta humedad de la ciudad cae a causa de los vientos Harmattan, un viento suave que fluye hacia el sur desde el desierto del Sahara, y ofrece a la ciudad el período más frío del año. Las temperaturas extremas en Freetown son de 21 grados Celsius a 31 grados Celsius durante todo el año. Las temperaturas alrededor de 28 grados centígrados son normales, con muy poca variación desde el día a la noche.
| Parámetros climáticos promedio de Freetown, Sierra Leona | Parámetros climáticos promedio de Freetown, Sierra Leona | Parámetros climáticos promedio de Freetown, Sierra Leona | Parámetros climáticos promedio de Freetown, Sierra Leona | Parámetros climáticos promedio de Freetown, Sierra Leona | Parámetros climáticos promedio de Freetown, Sierra Leona | Parámetros climáticos promedio de Freetown, Sierra Leona | Parámetros climáticos promedio de Freetown, Sierra Leona | Parámetros climáticos promedio de Freetown, Sierra Leona | Parámetros climáticos promedio de Freetown, Sierra Leona | Parámetros climáticos promedio de Freetown, Sierra Leona | Parámetros climáticos promedio de Freetown, Sierra Leona | Parámetros climáticos promedio de Freetown, Sierra Leona | Parámetros climáticos promedio de Freetown, Sierra Leona |
| Mes                                                      | Ene.                                                     | Feb.                                                     | Mar.                                                     | Abr.                                                     | May.                                                     | Jun.                                                     | Jul.                                                     | Ago.                                                     | Sep.                                                     | Oct.                                                     | Nov.                                                     | Dic.                                                     | Anual                                                    |
| -------------------------------------------------------- | -------------------------------------------------------- | -------------------------------------------------------- | -------------------------------------------------------- | -------------------------------------------------------- | -------------------------------------------------------- | -------------------------------------------------------- | -------------------------------------------------------- | -------------------------------------------------------- | -------------------------------------------------------- | -------------------------------------------------------- | -------------------------------------------------------- | -------------------------------------------------------- | -------------------------------------------------------- |
| Temp. máx. abs. (°C)                                     | 36.0                                                     | 38.0                                                     | 38.0                                                     | 38.5                                                     | 35.0                                                     | 35.0                                                     | 33.0                                                     | 32.0                                                     | 31.0                                                     | 35.0                                                     | 36.5                                                     | 33.5                                                     | 38.5                                                     |
| Temp. máx. media (°C)                                    | 29.9                                                     | 30.3                                                     | 30.9                                                     | 31.2                                                     | 30.9                                                     | 30.1                                                     | 28.7                                                     | 28.4                                                     | 29.0                                                     | 29.9                                                     | 30.1                                                     | 29.7                                                     | 29.9                                                     |
| Temp. media (°C)                                         | 27.3                                                     | 27.6                                                     | 28.1                                                     | 28.5                                                     | 28.3                                                     | 27.4                                                     | 26.3                                                     | 25.9                                                     | 26.4                                                     | 27.1                                                     | 27.7                                                     | 27.5                                                     | 27.3                                                     |
| Temp. mín. media (°C)                                    | 23.8                                                     | 24.0                                                     | 24.4                                                     | 24.8                                                     | 24.4                                                     | 23.6                                                     | 23.1                                                     | 23.0                                                     | 23.1                                                     | 23.4                                                     | 24.0                                                     | 24.1                                                     | 23.8                                                     |
| Temp. mín. abs. (°C)                                     | 15.0                                                     | 17.8                                                     | 19.4                                                     | 20.0                                                     | 20.6                                                     | 20.0                                                     | 19.4                                                     | 19.4                                                     | 20.0                                                     | 19.4                                                     | 20.0                                                     | 15.6                                                     | 15.0                                                     |
| Lluvias (mm)                                             | 3.4                                                      | 3.6                                                      | 12.5                                                     | 46.9                                                     | 177.2                                                    | 323.0                                                    | 734.3                                                    | 791.1                                                    | 484.1                                                    | 265.8                                                    | 87.5                                                     | 15.9                                                     | 2945.3                                                   |
| Días de lluvias (≥ 1.0 mm)                               | 0                                                        | 0                                                        | 1                                                        | 4                                                        | 15                                                       | 22                                                       | 27                                                       | 27                                                       | 24                                                       | 21                                                       | 9                                                        | 2                                                        | 152                                                      |
| Horas de sol                                             | 226.3                                                    | 217.5                                                    | 232.5                                                    | 207.0                                                    | 189.1                                                    | 153.0                                                    | 102.3                                                    | 86.8                                                     | 126.0                                                    | 186.0                                                    | 204.6                                                    | 161.2                                                    | 2092.3                                                   |
| Fuente n.º 1: HKO                                        |                                                          |                                                          |                                                          |                                                          |                                                          |                                                          |                                                          |                                                          |                                                          |                                                          |                                                          |                                                          |                                                          |
| Fuente n.º 2: BBC Weather (récords)                      |                                                          |                                                          |                                                          |                                                          |                                                          |                                                          |                                                          |                                                          |                                                          |                                                          |                                                          |                                                          |                                                          |

## Economía
Freetown es el centro económico y financiero de Sierra Leona. La estación nacional de televisión y radio del país, la Sierra Leone Broadcasting Corporation está ubicada principalmente en Freetown, aunque también posee sedes regionales en otras ciudades del país como Bo, Kenema, Koidu y Makeni. En Freetown está localizada una de las dos principales universidads del país, la Fourah Bay College, la universidad más antigua de la África Occidental, fundada en 1827.
La mayoría de las grandes empresas del país tienen su sede en la ciudad, así como la mayoría de las empresas internacionales. La economía de la ciudad gira en torno de su gran puerto natural, el mayor puerto natural del continente africano. El muelle Queen Elizabeth II es capaz de recibir grandes navíos y es responsable por las principales exportaciones de Sierra Leona. Las industrias incluyen el procesamiento de alimentos y bebidas, el embalaje de pescado, la moagem de arroz, la refinería de petróleo, la talla de diamantes, y la producción de cigarros, tinta, zapatos y cerveza. La industria agrícola destaca el café, cacao, dátiles y jengibres.
La ciudad es servida por el Aeropuerto Internacional de Lungi, localizado en la ciudad de Lungi, próximo a Freetown.

## Demografía
En la ciudad vive cerca de 16,1% de la población total de la Sierra Leona, el que corresponde la 1 070 200 habitantes. El islam es la religión predominante, abarcando una porción de 55% de la población, seguido por el cristianismo con 40%.
Freetown alberga un número significante de grupos étnicos de diversos países, aunque ya sea habitada primeramente por el pueblo criollo de Sierra Leona, también llamados krio (descendientes de americanos libres, afroamericanos y caribeños) que constituye el segundo mayor grupo étnico de la ciudad, detrás del pueblo Temne.
Como en prácticamente toda Sierra Leona, la lengua krio (una lengua nativa del pueblo criollo, que corresponde la solamente 5% de la población del país) es de lejos la más ampliamente difundida y la más hablada en la ciudad. El idioma es utilizado como primera lengua por el 90% de la población y como lingua franca por toda la población de la ciudad.

## Gobierno y política
La ciudad de Freetown es uno de los seis municipios de Sierra Leona y se rige por un ayuntamiento elegido directamente, encabezado por un alcalde, a quien se confiere la autoridad ejecutiva. El alcalde es responsable de la gestión general de la ciudad. El alcalde y los miembros del consejo son elegidos en elección directa para periodos de cuatro años. La alcaldesa actual es Yvonne Aki-Sawyerr.
El gobierno del municipio de Freetown ha estado dominado por el Congreso de Todo el Pueblo (APC, en sus siglas en inglés) desde 2004. Desde esa fecha, los habitantes de Freetown han votado en las elecciones municipales por una abrumadora mayoría por los miembros de dicho partido. El Congreso de Todo el Pueblo ganó la alcaldía de la ciudad y la mayoría de los escaños en el consejo en las elecciones locales de 2004 y 2008, 2012 y 2018, por más del 67% cada una.
En noviembre de 2011 el alcalde Herbert George-Williams fue destituido de su cargo y sustituido por Alhaji Gibril Kanu como alcalde interino, después que el alcalde y otras ocho personas, entre ellos el jefe administrativo del ayuntamiento y el tesorero, fueran arrestados y acusados por veinticinco cargos de corrupción, que van de conspiración y malversación de fondos públicos. El alcalde Herbert George-Williams fue absuelto de diecisiete de los diecinueve cargos en su contra y solo fue condenado por dos cargos menores. El alcalde en funciones Alhaji Gibril Kanu, sin embargo, perdió la nominación del APC para la alcaldía de Freetown en las elecciones de 2012, con 56 votos a favor, el concejal Sam Franklyn Bode Gibson, ganó con 106 votos, en una victoria aplastante.
En las elecciones nacionales, tanto en las presidenciales como en las parlamentarias, Freetown es similar a los estados indecisos de la política estadounidense, principalmente debido a que la ciudad es étnicamente diversa y en ella viven gentes procedentes de todo el país. Tradicionalmente, el Congreso de Todo el Pueblo y el Partido Popular de Sierra Leona, dos de los principales partidos políticos del país, tenían apoyos similares en la ciudad. No obstante, en las elecciones presidenciales de Sierra Leona en 2007, el candidato del Congreso de Todo el Pueblo, que era por aquel entonces el líder de la oposición, Ernest Bai Koroma, obtuvo algo más del 60% de los votos el distrito urbano del Área Occidental, incluida la ciudad de Freetown, donde reside casi toda la población del distrito. En las elecciones presidenciales de Sierra Leona de 2012, Koroma recibió el 69% de los votos en Freetown, en comparación con el candidato presidencial del SLPP, Julius Maada Bio, que recibió el 30% de los sufragios. Y en las elecciones presidenciales de Sierra Leona de 2018, el candidato presidencial del Congreso de Todo el Pueblo, Samura Kamara, recibió el 65%, en comparación con el candidato presidencial del SLPP, Julius Maada Bio, que recibió el 34%, aunque Maada Bio ganó las elecciones presidenciales a nivel nacional.

## Crimen
Desde que acabara la Guerra Civil en el año 2002, Freetown ha experimentado un aumento en el índice de criminalidad, especialmente robos, asesinatos, allanamientos y asaltos. Este efecto es más pronunciado en el barrio East End de la ciudad. No obstante, los niveles de criminalidad (especialmente aquellos en los que interviene la violencia) son bajos en comparación con los estándares de otras regiones o países africanos.

## Cultura

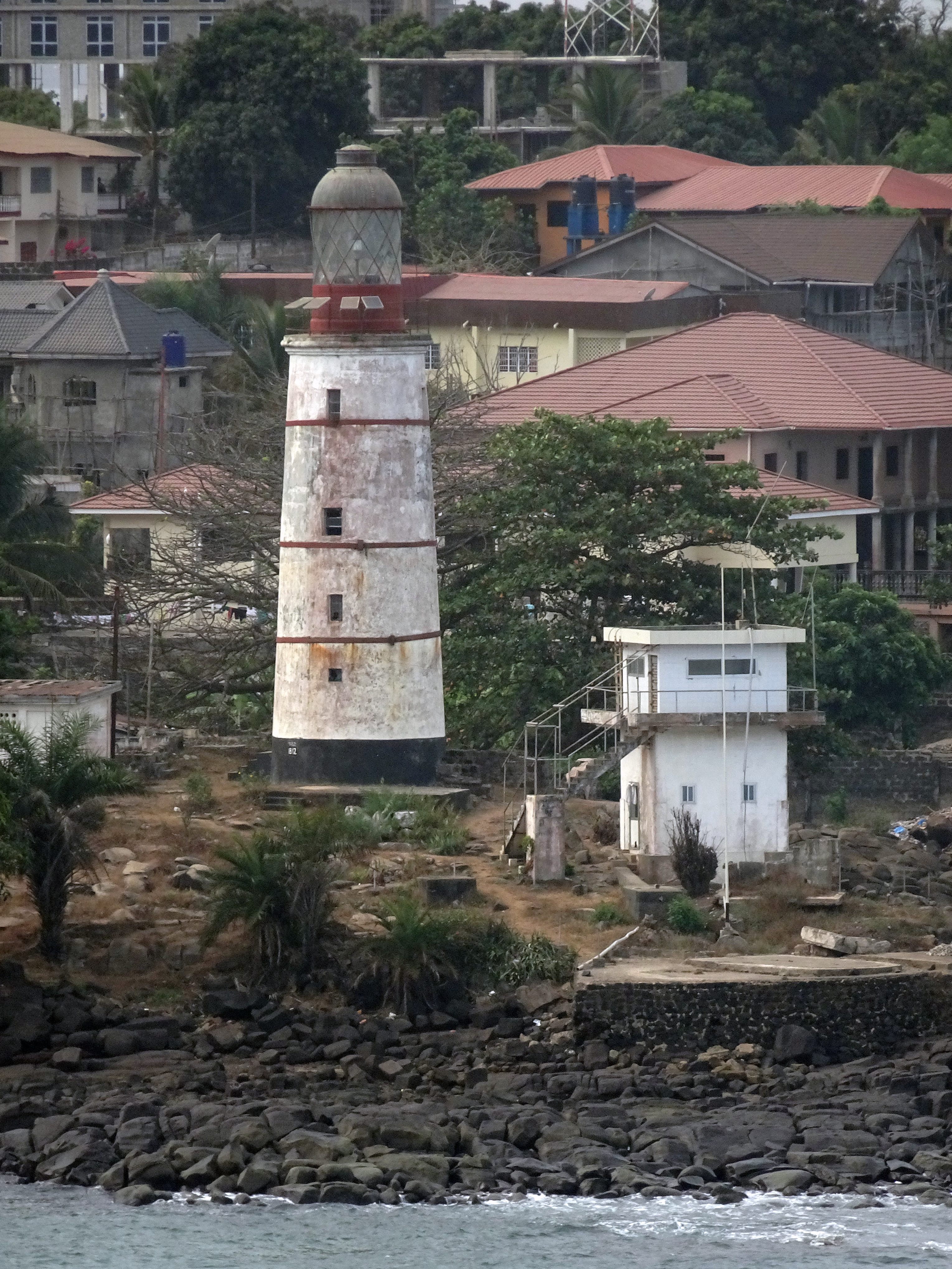
Faro en el cabo Sierra Leona

- Sierra Leone National Museum: con una gran colección de máscaras.
- Sierra Leone National Railway Museum
- Palacio de las Cortes
- El árbol de algodón (Cotton tree): tiene más de 500 años de existencia.

## Lugares de culto
La ciudad tiene varios lugares de culto, como la catedral del Sagrado Corazón (católica), la catedral de San Jorge (anglicana), la iglesia de San Juan Granate (metodista) y la mezquita de Foulah Town (musulmana).

## Transportes

### Transporte aéreo

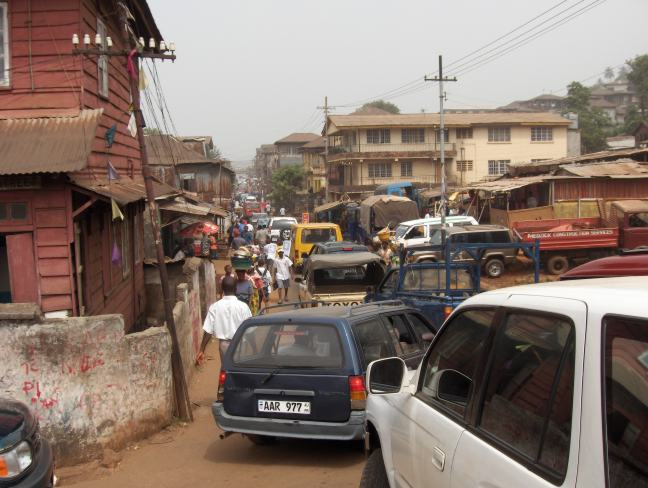
Una calle de Freetown.

El Aeropuerto Internacional de Lungi es un aeropuerto internacional que da servicio a Freetown así como al resto del país. Está situado en la localidad de Lungi, accesible cruzando el río Sierra Leona desde Freetown. Opera como aeropuerto principal de viajes nacionales e internacionales con destino o salida de Sierra Leona. El operador de la infraestructura es la Autoridad Aeroportuaria de Sierra Leona (Sierra Leone Airports Authority). Los pasajeros pueden optar por el hovercraft, el ferry o el helicóptero para cruzar el río hasta Freetown, aunque también hay líneas regulares de autobús que unen el aeropuerto con varios puntos del país.

### Transporte fluvial
Para atravesar el río Sierra Leona existen varias opciones; en hovercraft, en ferry, por carretera (el trayecto puede durar cinco horas), en lancha motora, en taxi acuático, en los bote banana locales o en helicóptero. El ferry es la opción más práctica y económica. Sin embargo, tanto los servicios de hovercraft como los de ferry son suspendidos frecuentemente debido a un overbooking de pasajeros o a la falta de medidas de seguridad.

### Transporte marítimo
Freetown posee el puerto natural más largo de África. Buques procedentes de todo el globo terráqueo atracan en el Muelle Reina Isabel II (Queen Elizabeth II Quay) de Freetown. Pasajeros, mercancías y las embarcaciones privadas pueden utilizar además un embarcadero localizado a pocos kilómetros del centro de la ciudad. La inversión reciente ha permido la introducción de alta tecnología de carga en las instalaciones portuarias.

### Transporte terrestre

#### Carreteras
La infraestructura de Sierra Leona es limitada, y ello se ve reflejado en su red de carreteras y autopistas. La administración de las vías de comunicación nacionales es competencia de la Autoridad de Carreteras de Sierra Leona (SLRA por sus siglas en inglés), insititución que ha sido denunciada en diversas ocasiones por corrupción. La Autopista 1 une Freetown con la localidad de Waterloo, situada varios kilómetros al sur. A pesar de la escasa eficacia de la SLRA, los principales ejes de comunicación del área metropolitana de la capital han sido remodelados con una calidad medianamente aceptable.

#### Ferrocarril
Siguiendo las recomendaciones del Banco Internacional de Reconstrucción y Fomento (BIRD), la red ferroviaria del estado, que unía Freetown con el resto de ciudades del país, fue clausurada de manera definitiva en el año 1974. Los raíles fueron desmantelados de manera progresiva en los años siguientes.

## Educación

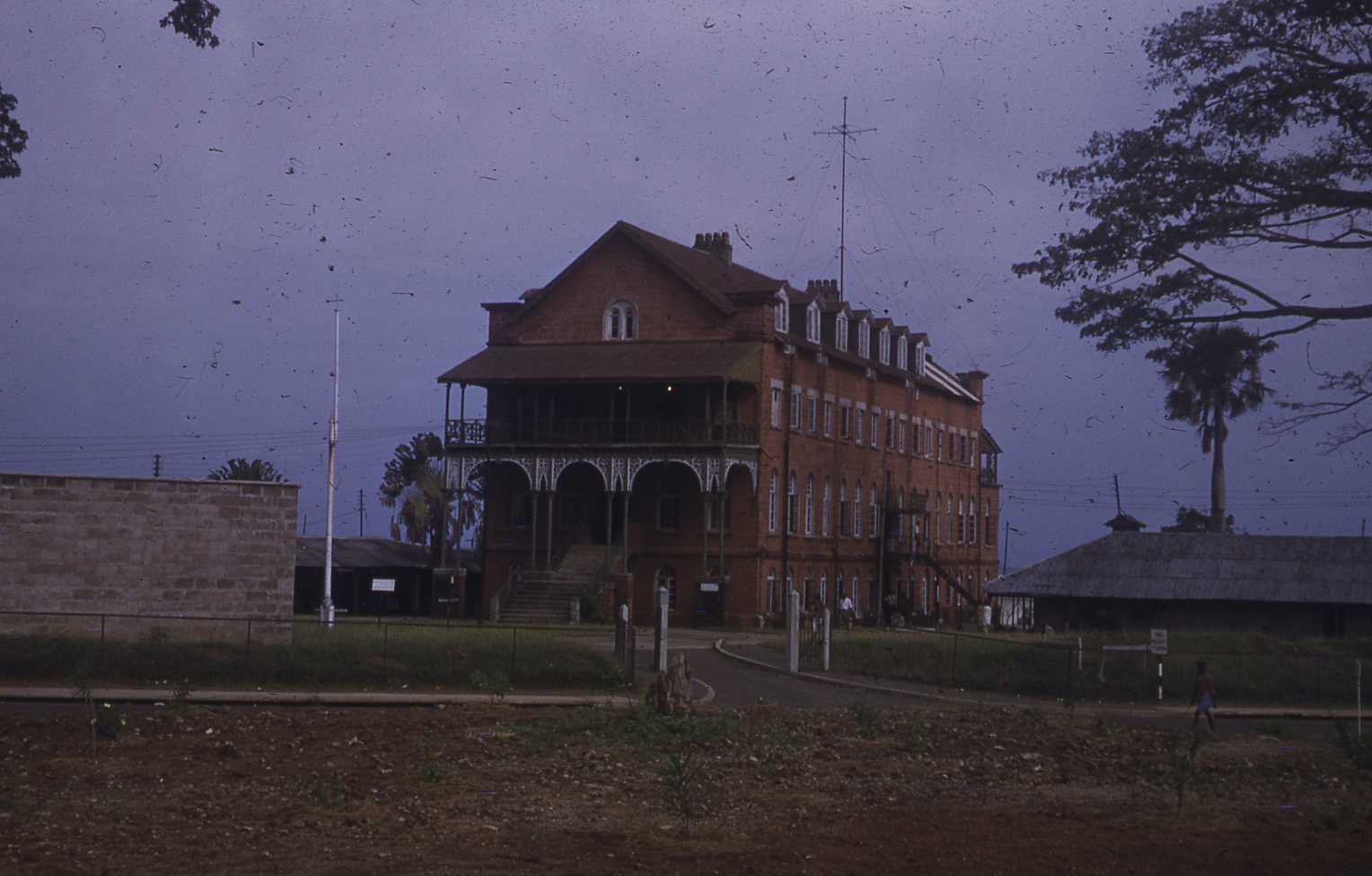
Fourah Bay College

Freetown es la sede del Fourah Bay College. Su campus está situado en Mount Aureol, en las afueras de la ciudad. Se trata de una de las dos universidades del país, tras la reforma de la educación superior realizada en 2005.

## Filmografía
La ciudad ha sido objetivo de interés por la cultura estadounidense, en la que destaca la película Diamante de sangre de Edward Zwick en el año 2006, nominada a cinco Oscars en el año siguiente. Cuya ambientación en la guerra civil nacional de la década 1990 y los abusos sufridos en la citada población posteriormente se han ganado un sitio en la cultura occidental.

## Deportes
Al igual que en el resto del país, el fútbol es el deporte más popular en Freetown. La selección nacional de Sierra Leona, conocida popularmente como Leone Stars, juega todos sus partidos locales en el estadio nacional de Freetown, el estadio más grande de Sierra Leona. Ocho de los quince clubes en la Liga Premier de Sierra Leona son de Freetown, incluidos dos de los clubes de fútbol más grandes y de mayor éxito en el país, el East End Lions y el Mighty Blackpool. El enfrentamiento entre estos dos equipos es considerado el clásico del país.

### Clubes de Freetown en la Liga Premier de Sierra Leona
| Club                 | Ciudad   |
| -------------------- | -------- |
| East End Lions       | Freetown |
| Mighty Blackpool     | Freetown |
| Ports Authority F.C. | Freetown |
| Kallon FC            | Freetown |
| Old Edwardians       | Freetown |
| Central Parade       | Freetown |
| Golf Leopards        | Freetown |
| Mount Aureol         | Freetown |
| Real Republicans     | Freetown |